# Жан I д’Авен
Жан I д’Авен (фр. Jean I d'Avesnes; 1 мая 1218, Люксембург — 24 декабря 1257, Валансьен) — сеньор д’Авен с 1244 года, граф Эно (Геннегау) с 1246 года, вместе с матерью Маргаритой II Фландрской.

## Биография
Жан вместе со своим братом Бодуэном были детьми Бушара д’Авен и Маргариты II Фландрской. Брак родителей по инициативе старшей сестры матери Жанны Константинопольской, в 1216 году был расторгнут Папой Иннокентием III, поскольку Бушар ещё ребёнком посвящён был служению богу и поставлен иподиаконом. Оба брата были объявлены бастардами.
После смерти в 1244 году Бушара, а затем и Жанны, между детьми Маргариты: братьями Авен (от первого брака) и братьями де Дампьер (от второго брака), началась война за наследование Фландрии и Эно.
В 1246 году в преддверии крестового похода Людовик IX и папский легат Эд де Шатору добились примирения сторон. Титул графа Фландрии был присвоен Гильому. Графом Эно стал Жан I д’Авен. Маргарита стала соправителем своих сыновей.
В том же году Жан женился на Аделаиде Голландской, дочери графа Голландии Флориса IV.
В 1249 году братья Авен были восстановлены церковью в правах.
Однако 6 июня 1251 года на турнире группа рыцарей убила Гильома. В подготовке и финансировании преступления обвинили Авенов, после чего борьба возобновилась снова. 4 июля 1253 года в битве у Валхерена, Жан вместе с Флорисом, братом Вильгельма II, короля Германии, победил армии Маргариты и наследника Гильома, его брата, Ги. В результате Ги попал в плен к Флорису, где пробыл до 1256 года.
Для освобождения Ги графиня Маргарита, предложила графство Эно и пост регента Фландрии Карлу I Анжуйскому. Карл начал стягивать войска в графство. Но в 1254 году вернулся из крестового похода Людовик IX, и приказал брату отказаться от графства Эно.
24 сентября 1256 года графиня Маргарита и её сыновья Авены при посредничестве короля Франции Людовика IX заключили Перронский договор, по которому за Авенами было окончательно закреплено право на графство Эно, а за Дампьерами — на Фландрию. 22 ноября 1257 года Ги окончательно отказался от претензий на Эно, а через месяц, в канун Рождества, в Валансьене умер Жан.

## Семья и дети
Женат на Аделаиде Голландской, регентше Голландии в 1258—1263 годах. Дети:
- Жан II (1247 — 22 августа 1304), граф Эно (Геннегау) с 1280, граф Голландии и Зеландии с 1299.
- Жанна (ум. до 1304), аббатиса в Флине
- Бушар (26 мая 1251 — 29 ноября 1296), епископ Меца с 1283.
- Ги (1253 — 28 мая 1317), епископ Утрехта с 1301.
- Гильом (1254—1296), епископ Камбре с 1286.
- Флорис (1255 — 23 января 1297), штатгальтер Зеландии, князь Ахейский с 1289.